# Vinnie Moore
Vinnie Moore (New Castle; 14 de abril de 1964) es un músico, compositor y productor discográfico estadounidense, conocido por ser uno de los guitarristas más influyentes e importantes que aparecieron a mediados de los años 1980. Inició su carrera solista en 1986 con Mind's Eye y desde entonces ha publicado varios discos ligados al metal neoclásico y al rock instrumental. Desde el 2003 es miembro de la banda de hard rock UFO, convirtiéndose en el guitarrista líder que más tiempo ha permanecido en la agrupación británica.
Adicional a su carrera como solista, Moore comenzó a dar clínicas de guitarra siendo sus primeras lecciones los videos Advanced Lead Guitar Techniques en 1987 y Speed, Accuracy & Articulation en 1989. Con la llegada de los años 2000 dichas clínicas fueron extendidas a presentaciones en vivo alrededor del mundo, ya sea como artista invitado o con motivos especiales de sus patrocinadores principales; Engl Amplifications y Dean Guitars.

## Biografía

### Inicios
Nacido y criado en la pequeña ciudad de New Castle (Delaware), desde pequeño se interesó en tocar la guitarra eléctrica tras escuchar a The Beatles, Led Zeppelin, Queen, Deep Purple y Jeff Beck, entre otros. Luego de adquirir su primera guitarra marca Kay a los doce años de edad —bautizada por él como guitar freak— tomó clases con un instructor privado a los catorce años. Desde entonces participó en varias bandas locales, presentándose en diversos clubes y bares de su ciudad natal, hasta que años después decidió retirarse para comenzar a escribir sus propias canciones. Ayudado de una pequeña grabadora, compuso cuatro canciones que envió como maqueta a la revista Guitar Player, donde llamó la atención del productor y dueño de Shrapnel Records, Mike Varney, que por ese entonces escribía su columna «Spotlight» en dicha revista. En 1985 y con el apoyo de Varney consiguió tocar la guitarra para un anuncio comercial de Pepsi, donde en cuyas imágenes solo aparecen sus manos interpretando el instrumento.

### Carrera como solista

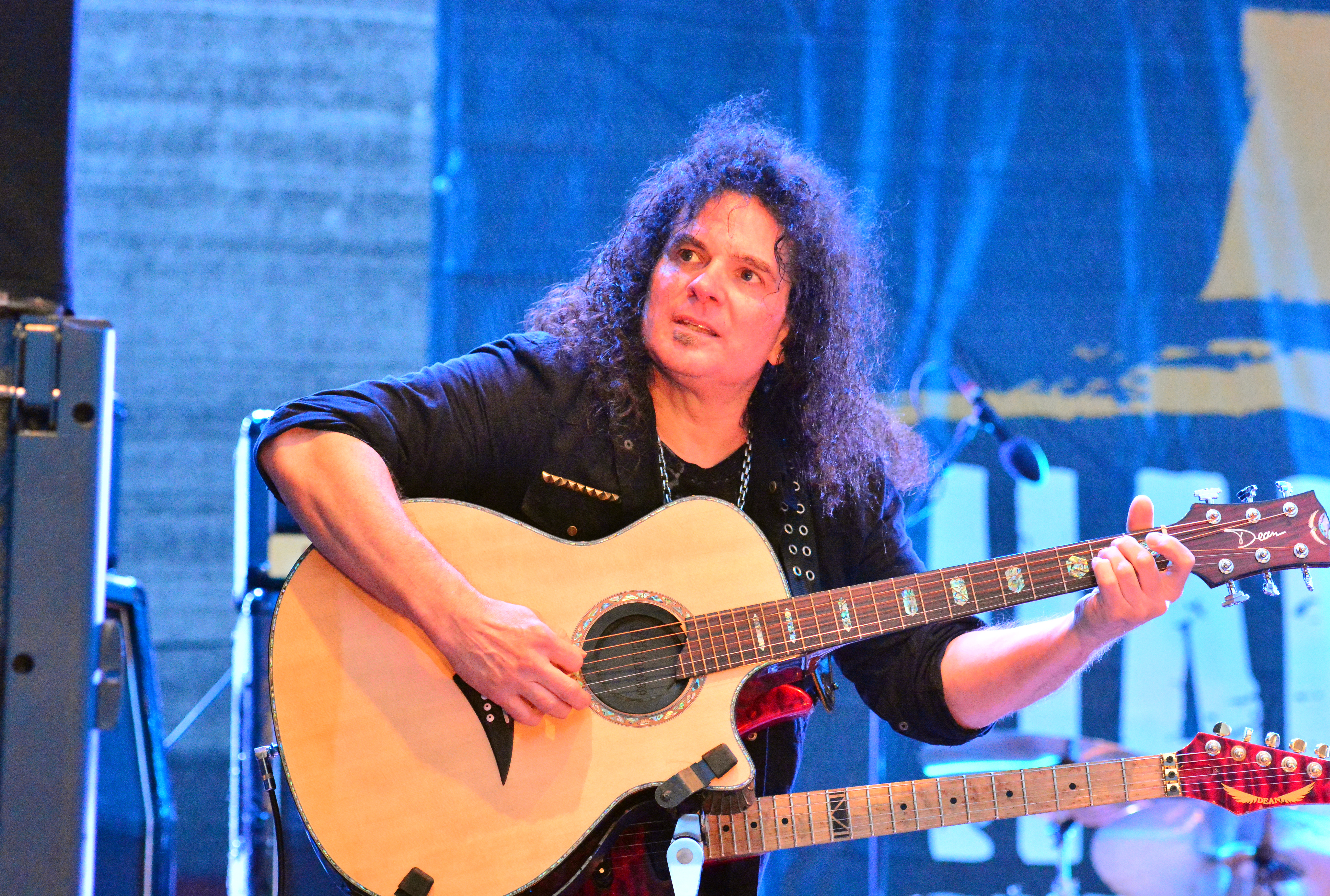
Vinnie Moore en vivo con UFO en 2015.

Luego de ello firmó su primer contrato con la casa discográfica, cuya primera labor fue componer y grabar material para el álbum Soldiers of the Night de la banda Vicious Rumors, que también eran parte del catálogo de Shrapnel. En 1986 publicó su primer álbum de estudio Mind's Eye, que logró positivas reseñas por parte de la prensa especializada y un buen éxito comercial, ya que se estima que vendió más de 100 000 copias solo en los Estados Unidos. Al año siguiente logró un contrato con Hot Licks Audio and Video, propiedad del autor y guitarrista Arlen Roth, para publicar dos videos instructivos para guitarristas; Advanced Lead Guitar Techniques en 1987 y Speed, Accuracy & Articulation en 1989. A finales de 1987 y debido al éxito de su disco debut, el sello Mercury Records le ofreció un nuevo contrato y al año siguiente puso a la venta su segundo álbum Time Odyssey, que se ubicó en el puesto 147 de la lista estadounidense Billboard 200.
En 1991 publicó su tercer disco Meltdown y participó como uno de los guitarristas invitados en el álbum Hey Stoopid de Alice Cooper. En julio del mismo año se embarcó junto a Alice Cooper en la gira especial Operation Rock 'N' Roll Tour, que fue coliderada por el artista de shock rock y la banda Judas Priest, por los Estados Unidos y Canadá. Con la llegada de los años 1990 la popularidad de los guitarristas de metal neoclásico bajó considerablemente debido al rock alternativo y al grunge, por ello les era difícil encontrar apoyo discográfico. Ante dicha problemática en 1996 firmó con el sello independiente Mayhem Records y en abril del mismo año puso a la venta Out of Nowhere. Antes de finalizar la década retornó a Shrapnel y publicó los álbumes de estudio The Maze (1999), Defying Gravity (2001) y su primer disco en vivo Live!.

### Ingreso a UFO y el presente
En 2003 ingresó a UFO en reemplazo de Michael Schenker, que renunció a la agrupación a mediados de dicho año. Solo un par de meses después grabó y escribió las canciones de You Are Here, que salió a la venta en marzo de 2004 a través de SPV/Steamhammer Records, siendo su primer álbum con la banda. Durante los posteriores años y junto a la agrupación londinense ha publicado The Monkey Puzzle (2006), The Visitor (2009), Seven Deadly (2012), A Conspiracy of Stars (2015) y The Salentino Cuts (2017), que le ha permitido salir de gira por varios países del mundo. Aunque ha dedicado gran parte de su tiempo a UFO, en 2009 volvió a su carrera solista con el lanzamiento de su séptimo álbum de estudio To the Core y en 2015 puso a la venta su octavo disco Aerial Visions. Cuatro años más tarde salió al mercado su novena producción Soul Shifter.

## Guitarras
Durante años se rumoreó que las guitarras que poseía superaba el millón de ejemplares, sin embargo, en una entrevista dada en 2012 mencionó que todo era mentira y que él no las colecciona. Además afirmó: «...Tengo unas pocas, pero no muchas en realidad. Las considero herramientas y para mí tienen que ser útiles». A los doce años adquirió su primera guitarra eléctrica, un modelo de la marca Kay que bautizó como guitar freak. Más tarde y tras iniciar su carrera como solista, fue patrocinado por la compañía Music Man y en 1987 Ibanez produjo exclusivamente para él el modelo VM1, basada en la Ibanez Roadstar y que en 1989 se puso a la venta en el mercado mundial. 
Durante años estuvo ligado a ambas fábricas, hasta que en 2007 empezó a ser auspiciado por Dean Guitars. Un año más tarde en el NAMM show la compañía presentó el modelo Vinnie Moore Signature, cuyas guitarras principales son la USA VinMan 2000 y la Mind's Eye. En 2012 afirmó en una entrevista que posee varias Les Paul y Stratocaster, pero la principal y que ha usado por años es la Music Man Silhouette Special. Adicional a sus guitarras, utiliza amplificadores Engl y pedales como el afinador de Boss, un Cry Baby y un par de pedales Xotic.

## Discografía

### Carrera solista
| Álbumes de estudio - 1986: Mind's Eye - 1988: Time Odyssey - 1991: Meltdown - 1996: Out of Nowhere - 1999: The Maze - 2001: Defying Gravity - 2009: To the Core - 2015: Aerial Visions - 2019: Soul Shifter - 2022: Double exposure | Álbumes en vivo - 2000: Live! Álbumes recopilatorios - 2006: Collection: The Shrapnel Years |

### UFO
- 2004: You Are Here
- 2006: The Monkey Puzzle
- 2009: The Visitor
- 2012: Seven Deadly
- 2015: A Conspiracy of Stars
- 2017: The Salentino Cuts

### Otras apariciones
| Como miembro de la banda - 1985: Vicious Rumours: Soldiers of the Night - 1991: Alice Cooper: Hey Stoopid - 2014: Red Zone Rider: Red Zone Rider Bandas sonoras - 1998: SEGA: Burning Rangers | Como artista invitado - 1994: Varios artistas: Smoke on the Water - Tribute to Deep Purple - 2004: Jordan Rudess: Rhythm of Time - 2006: Varios artistas: Viva Carlos - Tribute to Santana - 2008: Destruction: D.E.V.O.L.U.T.I.O.N. - 2009: Michael Angelo Batio: Hands Without Shadows 2 – Voices - 2011: Glen Drover: Metalusion |